# Калинівка (Царичанська селищна громада)
Кали́нівка (МФА: [kɐˈɫɪɲiu̯kɐ] ( прослухати)) — село в Україні, у Царичанській селищній громаді Дніпровського району Дніпропетровської області. Населення за переписом 2001 року складало 130 осіб.

## Географія
Село Калинівка знаходиться на правому березі річки Прядівка, вище за течією на відстані 4 км розташоване село Прядівка, нижче за течією на відстані 4,5 км розташоване село Драгівка, на протилежному березі — село Пилипівка. По селу протікає висихний струмок з загатою. Поруч проходить автомобільна дорога Т 0413.

## Населення

### Мова
Розподіл населення за рідною мовою за даними перепису 2001 року:
| Мова       | Кількість | Відсоток |
| ---------- | --------- | -------- |
| українська | 129       | 99.23%   |
| російська  | 1         | 0.77%    |
| Усього     | 130       | 100%     |

## Інтернет-посилання
- Погода в селі Калинівка [Архівовано 20 грудня 2011 у Wayback Machine.]

1. ↑  Рідні мови в об'єднаних територіальних громадах України — Український центр суспільних даних